# Осадчий, Максим Роальдович
Макси́м Роальдович Оса́дчий (полное имя — Макси́м Роальдович Оса́дчий-Корытко́вский; род. 8 августа 1965, Красноярск) — российский кинооператор, актёр и режиссёр клипов.

## Биография
Максим Осадчий-Корытковский родился 8 августа 1965 года в Красноярске. По национальности — украинец. 
Окончил ВГИК (мастерская В. Д. Нахабцева).
Снимал рекламные ролики пива «Невское Триумф», «Сибирская корона», «Efes»; газированной воды «Aqua Minerale» и кофе Nescafé «Арктика», а также шоколада «Nestlé», сока «Rich» и операторов мобильной связи МТС, Билайн и других.
Снимал музыкальные клипы для певцов: Линда, Валерия Леонтьева, Филиппа Киркорова, Дмитрия Маликова, Леонида Агутина, Аллы Пугачёвой, Валерия Меладзе, Кирилла Туриченко, групп Smash!!, Динамит, Юлии Савичевой, Анжелики Агурбаш и других. В 2000 году снял телепроект «Старые песни о главном. Постскриптум» на телеканале ОРТ. В 2003 году снял серию межпрограммных заставок для телеканала СТС.
Сотрудничает с режиссёром Фёдором Бондарчуком. В 2005 году снял его фильм «9 рота», в 2009 — фильмы «Обитаемый остров» и «Обитаемый остров: Схватка», в 2013 — «Сталинград».
Максим Осадчий снял также фильмы «Война Принцессы», «Жара», «Вдох-выдох», «Президент и его внучка».

## Личная жизнь
- Первая жена — Мария Антипова, актриса.
  - один ребёнок.
- Вторая жена — Елена Корикова, актриса.
- Гражданская жена — Юлия Снигирь, актриса. Осадчий и Снигирь познакомились в 2008 году на съёмках фильма «Обитаемый остров». Через несколько лет пара рассталась.

Встречался с певицей, солисткой группы «Блестящие» Надеждой Ручкой.
Старшая сестра — Елена Николаева, режиссёр.

## Фильмография

### Актёрские работы
- 2002 — Цена страха — помощник кремлёвского фотографа
- 2006 — Жара

### Операторские работы

#### Кинофильмы
- 1988 — Этюд освещения (короткометражный)
- 1989 — Маркун
- 1990 — В стране Солнца
- 1991 — Сексказка
- 1992 — Алиса и букинист
- 1998 — Незнакомое оружие, или Крестоносец 2
- 1999 — Война Принцессы
- 1999 — Президент и его внучка
- 2001 — Старые песни о главном. Постскриптум
- 2005 — 9 рота
- 2006 — Жара
- 2006 — День денег
- 2006 — Вдох-выдох
- 2009 — Обитаемый остров
- 2009 — Обитаемый остров. Схватка
- 2009 — Кошечка (новелла «Кошечка, или От автора»)
- 2011 — Без мужчин
- 2011 — 2 дня
- 2012 — Кококо
- 2013 — Сталинград
- 2013 — Стартап
- 2013 — Одноклассники.ru: НаCLICKай удачу
- 2014 — Sex, кофе, сигареты
- 2015 — Весь этот джем
- 2016 — Дуэлянт
- 2016 — Молот
- 2016 — Петербург. Только по любви (новелла «Выгул собак»)
- 2017 — Защитники
- 2017 — Легенда о Коловрате
- 2018 — История одного назначения
- 2019 — Вратарь Галактики
- 2019 — Девятая
- 2020 — Cosmo LIFE /Музыкально-Документальный / 80 мин. /Россия, США/Режиссер: Алексей Логвинченко
- 2022 — Сирийская соната
- 2022 — Жанна
- 2023 — Русский крест

#### Видеоклипы
- 1993 — МФ-3 — «Делай БЭП» (режиссёр Евгений Сердюковский)
- 1994 — Линда — «Сделай так»
- 1994 — Линда — «Танец под водой»
- 1994 — Линда — «Мало огня»
- 1995 — Линда — «Девочки с острыми зубками-2»
- 1995 — Валерий Меладзе — «Ночь накануне Рождества» (режиссёр Александр Файфман); клип снимался в Праге.
- 1996 — Валерий Меладзе — «Как ты красива сегодня»
- 1996 — Блестящие — «Там, только там» (режиссёры Андрей Грозный и Максим Осадчий)
- 1996 — Лицей — «Осень» (режиссёр Евгений Сердюковский)
- 1996 — Линда — «Ворона» (режиссёры Максим Фадеев и Максим Осадчий)
- 1996 — Иванушки International — «Тучи» (режиссёр Олег Гусев)
- 1996 — Иванушки International — «Где-то» (режиссёр Олег Гусев)
- 1997 — Иванушки International — «Кукла» (режиссёр Александр Андраникян)
- 1997 — Любэ — «Там, за туманами» (режиссёр Олег Гусев)
- 1998 — Иванушки International — «Тополиный пух» (режиссёр Олег Гусев)
- 1999 — Линда — «Взгляд изнутри»
- 1999 — Линда — «Отпусти меня»
- 1999 — Филипп Киркоров — «Мышь» (режиссёр Олег Гусев)
- 2000 — Оскар — «Между мной и тобой» (режиссёр Александр Игудин)
- 2000 — Линда — «Изнанка света»
- 2000 — МультFильмы — «Тело» (режиссёр Кирилл Мурзин)
- 2000 — Валерий Леонтьев — «Августин» (режиссёр Юрий Грымов)
- 2000 — Жасмин — «Долгие дни» (режиссёр Олег Гусев)
- 2001 — Жасмин — «Лёли-лёли» (режиссёр Олег Гусев)
- 2001 — Жасмин — «Перепишу любовь» (режиссёр Олег Гусев)
- 2001 — Валерий Леонтьев — «Рыжий кот» (режиссёр Олег Гусев)
- 2001 — Monokini — «Сидим на облаках» (режиссёры Максим Фадеев и Максим Осадчий)
- 2001 — Наташа Королёва — «Календарь» (режиссёр Ирина Миронова)
- 2001 — Динамит — «Никому, ни за что, никогда» (режиссёр Дмитрий Власенков)
- 2001 — Динамит — «Куда уж лучше» (режиссёр Алишер)
- 2001 — Динамит — «Белый снег» (режиссёр Федор Бондарчук)
- 2001 — A’Studio — «S.O.S.» (режиссёр Олег Гусев)
- 2002 — Иванушки International — «Золотые облака» (режиссёр Дмитрий Захаров)
- 2002 — Леонид Агутин и Анжелика Варум — «Если ты когда-нибудь меня простишь» (режиссёр Федор Бондарчук)
- 2002 — Smash!! — «Belle» (режиссёр Федор Бондарчук)
- 2002 — Корни — «Я теряю корни» (режиссёр Андрей Болтенко)
- 2002 — Hi-Fi — «Я люблю»
- 2003 — Анастасия Стоцкая — «Вены реки» (режиссёр Олег Гусев)
- 2003 — Игорь Николаев и Мурзилки International — «Мельница» (режиссёр Олег Гусев)
- 2003 — Наталья Ветлицкая — «Глаза цвета виски» (режиссёр Олег Гусев)
- 2003 — Фабрика — «Про любовь» (режиссёр Федор Бондарчук)
- 2003 — Дмитрий Маликов — «Черный дрозд и белый аист» (режиссёры Максим Рожков и Елена Маликова)
- 2003 — Корни — «Плакала берёза» (режиссёр Дмитрий Захаров)
- 2003 — Корни — «Ты узнаешь её» (режиссёр Олег Гусев)
- 2004 — Корни — «С Новым годом, люди!» (режиссёр Дмитрий Захаров)
- 2004 — Непара — «Бог тебя выдумал» (режиссёр Алексей Тишкин)
- 2004 — Валерия — «Отпусти меня» (режиссёр Федор Бондарчук)
- 2004 — Наташа Королёва — «Сиреневый рай» (режиссёр Ирина Миронова)
- 2005 — Виктория Дайнеко — «Лейла» (режиссёр Дмитрий Захаров)
- 2005 — Алексей Глызин — «Лилия» (режиссёр Дмитрий Захаров)
- 2005 — Жасмин — «Индийское диско» (режиссёр Олег Гусев)
- 2010 — Кирилл Туриченко & Ray Horton — «4 Seasons of Love» (режиссёр Павел Худяков)
- 2010 — Корни — «Не может быть» (режиссёр Леонид Залесский)
- 2017 — Мот feat. Ани Лорак — «Сопрано» (режиссёр Заур Засеев)

## Награды и номинации
- 2006 — премия «Золотой орёл» за лучшую операторскую работу (фильм «Девятая рота»)
- 2006 — премия киноизобразительного искусства «Белый квадрат» (фильм «Девятая рота»)
- 2007 — номинация на премию киноизобразительного искусства «Белый квадрат» (фильм «Вдох-выдох»)
- 2010 — номинация на премию киноизобразительного искусства «Белый квадрат» (фильм «Обитаемый остров. Схватка»)
- 2012 — номинация на премию «Золотой орёл» за лучшую операторскую работу (фильм «Два дня»)
- 2012 — номинация на премию киноизобразительного искусства «Белый квадрат» (фильм «Два дня»)
- 2014 — номинация на премию «Ника» за лучшую операторскую работу (фильм «Сталинград»)
- 2017 — премия «Золотой орёл» за лучшую операторскую работу (фильм «Дуэлянт»)
- 2017 — премия «Ника» за лучшую операторскую работу (фильм «Дуэлянт»)
- 2017 — премия киноизобразительного искусства «Белый квадрат» (фильм «Дуэлянт»)[1]